# Nicoletta Elmi
Nicoletta Elmi (Roma, 13 febbraio 1964) è un'attrice italiana.

## Biografia
Figlia di Mario Elmi, fratello dell'annunciatrice e conduttrice televisiva Maria Giovanna, inizia il suo percorso artistico come modella bambina per alcune riviste specializzate nel settore. Al termine degli anni sessanta, comincia la sua lunga e intensa esperienza di attrice bambina che si protrarrà fino al 1976. Dopo una breve apparizione nel film drammatico Le sorelle (1969) di Roberto Malenotti, viene scritturata dalla società di produzione Mondial Te.Fi. per il musicarello Il suo nome è Donna Rosa (1969), diretto da Ettore Maria Fizzarotti e interpretato dal noto duo musicale Al Bano e Romina Power.
Il film, forte della presenza dei suddetti, ebbe successo ai botteghini, portando la Titanus a distribuirne un seguito, Mezzanotte d'amore (1970), nel quale ritroviamo sia Fizzarotti che il cast di attori al completo, fra cui la Elmi stessa. Nel 1970 Stefano Vanzina la scritturò per Cose di Cosa Nostra, uscito nel 1971, con la partecipazione di Vittorio De Sica, Aldo Fabrizi e Carlo Giuffré. Dopo aver preso parte, seppur per poche inquadrature, all'opera di Luchino Visconti Morte a Venezia (1971), appare in alcune serie di caroselli televisivi che reclamizzano la macchina fotografica Polaroid (1969-1973) e la carne in scatola Simmenthal (1971-1972).
La Elmi viene notata dal regista Mario Bava, il quale la prende con sé per Reazione a catena (Ecologia del delitto) (1971), film thriller che anticipa, di circa dieci anni, alcune tematiche slasher care al cinema di genere d'oltreoceano: in questo caso affiancata da un altro attore-bambino di quegli anni, Renato Cestiè. Successivamente interpreta il primo ruolo di rilievo in Chi l'ha vista morire? (1971), diretto da Aldo Lado. La Elmi convince appieno Mario Bava, il quale la richiama per il successivo Gli orrori del castello di Norimberga (1972). Dopo una breve parentesi nel genere western con il misconosciuto Sotto a chi tocca! (1972) di Gianfranco Parolini, e nel grottesco Io e lui (1973) di Luciano Salce, la Elmi ritorna all'horror-thriller con Il mostro è in tavola... barone Frankenstein (1973), prima pellicola girata in Italia dallo statunitense Paul Morrissey, trovandosi, in seguito, a interpretare personaggi di maggior rilievo per le pellicole Le orme (1974) di Luigi Bazzoni, e Il medaglione insanguinato (Perché?!) (1975) di Massimo Dallamano.

Nicoletta Elmi in Profondo rosso (1975)

La consacrazione giunge proprio nel 1975, anno di uscita del film Profondo rosso di Dario Argento, opera per la quale la Elmi torna al ruolo sfuggevole che Mario Bava le assegnò a inizio carriera. Grazie alla partecipazione a tutte queste pellicole dell'orrore ed in virtù della sua giovane età, la Elmi venne all'epoca soprannominata "la Linda Blair italiana". L'esperienza di attrice bambina si chiude con la partecipazione al film storico La linea del fiume (1976) di Aldo Scavarda, assieme a Claudia Vegliante. Abbandonate momentaneamente le scene, Nicoletta Elmi tenta la carriera sportiva nella pallavolo. Nel 1984 però fa ritorno sugli schermi con le commedie Amarsi un po'..., diretta da Carlo Vanzina, e Windsurf - Il vento nelle mani, opera prima del figlio e fratello d'arte Claudio Risi.
L'anno successivo, viene nuovamente ingaggiata da Dario Argento, in questo caso in veste di produttore, per partecipare al suo ultimo film horror, Dèmoni (1985), diretto da Lamberto Bava, quest'ultimo già incontrato durante il periodo di collaborazione con il padre Mario. A ridosso della seconda metà degli anni ottanta, Carlo ed Enrico Vanzina le propongono il ruolo che la renderà nota al grande pubblico, ossia quello di Benedetta Valentini, l'intellettuale dark de I ragazzi della 3 C (1987): diretta da Claudio Risi, la serie TV ottiene, ben presto, un grande successo di ascolti, convincendo i Vanzina a trarne una seconda stagione, trasmessa l'anno seguente. La terza e ultima stagione prodotta da Claudio Bonivento, vede l'abbandono di molti attori, tra i quali la stessa Elmi.

## Vita privata
Agli inizi degli anni novanta Nicoletta Elmi abbandona, in via definitiva, la carriera professionale di attrice, trasferendosi a Milano e specializzandosi come logopedista; poco dopo adotta tre bambini colombiani.

## Filmografia

### Cinema
- Le sorelle, regia di Roberto Malenotti (1969)
- Il suo nome è Donna Rosa, regia di Ettore Maria Fizzarotti (1969)
- Mezzanotte d'amore, regia di Ettore Maria Fizzarotti (1970)
- Cose di Cosa Nostra, regia di Steno (1970)
- Morte a Venezia, regia di Luchino Visconti (1971)
- Reazione a catena, regia di Mario Bava (1971)
- Gli orrori del castello di Norimberga, regia di Mario Bava (1971)
- Chi l'ha vista morire?, regia di Aldo Lado (1972)
- Sotto a chi tocca!, regia di Gianfranco Parolini (1972)
- Io e lui, regia di Luciano Salce (1973)
- Il mostro è in tavola... barone Frankenstein, regia di Antonio Margheriti (1973)
- Le orme, regia di Luigi Bazzoni (1974)
- Profondo rosso, regia di Dario Argento (1975)
- Il medaglione insanguinato (Perché?), regia di Massimo Dallamano (1975)
- La linea del fiume, regia di Aldo Scavarda (1976)
- Windsurf - Il vento nelle mani, regia di Claudio Risi (1984)
- Amarsi un po'..., regia di Carlo Vanzina (1984)
- Dèmoni, regia di Lamberto Bava (1985)

### Televisione
- I ragazzi della 3ª C – serie TV, 22 episodi (1987-1988)
- Andy & Norman – serie TV, 1 episodio (1991-1992)

## Doppiatrici
- Emanuela Rossi in Gli orrori del castello di Norimberga, Le orme, Il medaglione insanguinato, Profondo rosso